# Luigi Ranco
Luigi Ranco (Asti, 8 maggio 1813 – Torino, 1º marzo 1887) è stato un politico italiano.
Fu deputato della Camera del Regno d'Italia a partire dall'VIII legislatura e, dal novembre del 1882, senatore del Regno d'Italia nella XV legislatura.
Laureato in ingegneria all'Università di Torino, ricoprì numerosi incarichi di alto livello: fu membro della commissione per l'introduzione delle strade ferrate in Piemonte nel 1843, direttore delle ferrovie del Ticino nel 1859, Commissario straordinario per le strade ferrate napoletane nel 1861, direttore della Società strade ferrate "Vittorio Emanuele" e infine della Società Ferrovie Alta Italia, dal 1865.